# Trechus schaufussi algarvensis
Trechus schaufussi algarvensis é uma subespécie de insetos coleópteros pertencente à família Carabidae.
A autoridade científica da subespécie é Jeanne, tendo sido descrita no ano de 1985.
Trata-se de uma espécie presente no território português, nomeadamente em Portugal Continental. Está ausente da Madeira e dos Açores.
Trata-se de um endemismo português.